# Эстонско-Семёновский
Эстонско-Семёновский — упразднённый посёлок в Тогучинском районе Новосибирской области.

## География
Располагался в 5 км к востоку от посёлка Русско-Семёновский, на безымянном притоке р. Тогучинка.

## История
Посёлок основан в 1907 г. переселенцами из Эстонии. Первопоселенцами была семья Густава Ильвеса. В 1908 и 1909 гг. население посёлка продолжало пополняться переселенцами из Северной Эстонии. В 1930 г. создан колхоз «Уус-Элу». После Великой Отечественной войны колхоз был объединён с соседним в посёлке Русско-Семёновским. С этого времени посёлок стал постепенно пустеть. Ликвидирован в конце 1970-х годов.